# 秦皇岛公交线路表
秦皇岛公交线路表列出中华人民共和国河北省秦皇岛市的公交线路。
| 线路编号 | 经营企业                   | 经营公司   | 起止站点                              |
| -------- | -------------------------- | ---------- | ------------------------------------- |
| 1        | 秦皇岛公共交通有限责任公司 | 运营一公司 | 煤港里 - 海洋香都                     |
| 2        | 秦皇岛公共交通有限责任公司 | 运营一公司 | 广缘超市和月店 - 铁路货场             |
| 3        | 秦皇岛公共交通有限责任公司 | 运营一公司 | 秦皇岛火车站 - 煤港里                 |
| 4        | 秦皇岛公共交通有限责任公司 | 运营一公司 | 金色未来商厦 - 温家洼                 |
| 5        | 秦皇岛公共交通有限责任公司 | 运营二公司 | 海滨汽车站 - 北戴河火车站             |
| 6        | 秦皇岛公共交通有限责任公司 | 运营二公司 | 秦皇岛火车站 - 北戴河火车站           |
| 7        | 秦皇岛公共交通有限责任公司 | 运营一公司 | 秦皇岛火车站 - 港口医院               |
| 8        | 秦皇岛公共交通有限责任公司 | 运营一公司 | 秦皇岛火车站 - 煤港里                 |
| 9        | 秦皇岛公共交通有限责任公司 | 运营一公司 | 秦皇岛火车站 - 张庄小区               |
| 10       | 秦皇岛公共交通有限责任公司 | 运营一公司 | 金色未来商厦 - 秦皇小区               |
| 11       | 秦皇岛公共交通有限责任公司 | 运营四公司 | LG电子 - 秦皇小区                     |
| 12       | 秦皇岛公共交通有限责任公司 | 运营一公司 | 金色未来商厦 - 新世纪高级中学         |
| 13       | 秦皇岛公共交通有限责任公司 | 运营三公司 | 山海关汽车站 - 天威保变公司           |
| 14       | 秦皇岛公共交通有限责任公司 | 运营四公司 | 秦皇小区 - 秀山樱园小区               |
| 15       | 秦皇岛公共交通有限责任公司 | 运营二公司 | 海滨汽车站 - 市委党校                 |
| 16       | 秦皇岛公共交通有限责任公司 | 运营四公司 | 东环路 - 栗园                         |
| 17       | 秦皇岛公共交通有限责任公司 | 运营四公司 | 南岭国际 - 秦皇小区                   |
| 18       | 秦皇岛公共交通有限责任公司 | 运营一公司 | 秦皇岛火车站 - 张庄小区               |
| 19       | 秦皇岛公共交通有限责任公司 | 运营一公司 | 秦皇岛火车站 - 金梦海湾一号           |
| 20       | 秦皇岛公共交通有限责任公司 | 运营四公司 | 东环路 - 西张庄                       |
| 21       | 秦皇岛公共交通有限责任公司 | 运营四公司 | 森林逸城汽车站 - 秦皇小区             |
|          |                            |            |                                       |
| 22       | 秦皇岛公共交通有限责任公司 | 运营二公司 | 海滨汽车站 - 北戴河火车站             |
| 23       | 秦皇岛公共交通有限责任公司 | 运营四公司 | 秦皇小区 - 龙家营                     |
| 24       | 秦皇岛公共交通有限责任公司 | 运营四公司 | 秦皇小区 - 卸粮口                     |
| 25       | 秦皇岛公共交通有限责任公司 | 运营三公司 | 四道桥汽车站 - 山海关火车站           |
| 26       | 秦皇岛公共交通有限责任公司 | 运营一公司 | 金色未来商厦 - 闫庄/陈庄/连峪山庄     |
| 27       | 秦皇岛公共交通有限责任公司 | 运营四公司 | 秦皇岛火车站 - 玉柴特约服务站         |
| 28       | 秦皇岛公共交通有限责任公司 | 运营四公司 | 秦皇小区 - 公交总公司                 |
| 29       | 秦皇岛公共交通有限责任公司 | 运营一公司 | 煤港里 - 运通建材城                   |
| 30       | 秦皇岛公共交通有限责任公司 | 运营三公司 | 四道桥汽车站 - 望峪山庄               |
| 31       | 秦皇岛公共交通有限责任公司 | 运营四公司 | LG电子 - 秦皇小区                     |
| 32       | 秦皇岛公共交通有限责任公司 | 运营一公司 | 煤港里 - 金屋半岛                     |
| 33       | 秦皇岛公共交通有限责任公司 | 运营三公司 | 四道桥汽车站 - 山海关汽车站           |
| 34       | 秦皇岛公共交通有限责任公司 | 运营二公司 | 秦皇岛火车站 - 崔各庄汽车站           |
| 35       | 秦皇岛公共交通有限责任公司 | 运营三公司 | 四道桥汽车站 - 渤海家园               |
| 36       | 秦皇岛公共交通有限责任公司 | 运营四公司 | 四道桥汽车站 - 鹏鼎控股               |
| 37       | 秦皇岛公共交通有限责任公司 | 运营二公司 | 北戴河火车站 - 北戴河村 - 单庄        |
| 38       | 秦皇岛公共交通有限责任公司 | 运营二公司 | 海滨汽车站 - 天成锦江苑               |
| 39       | 秦皇岛公共交通有限责任公司 | 运营一公司 | 公交总公司 - 市民中心                 |
| 40       | 秦皇岛公共交通有限责任公司 | 运营一公司 | 公交总公司 - 市民中心                 |
| 41       | 秦皇岛公共交通有限责任公司 | 运营四公司 | 秦皇小区 - 新世纪高级中学             |
| 42       | 秦皇岛公共交通有限责任公司 | 运营四公司 | 西向河寨 - 玉柴特约服务站             |
| 43       | 秦皇岛公共交通有限责任公司 | 运营四公司 | 西向河寨 - 秦皇小区                   |
| 301      | 秦皇岛公共交通有限责任公司 | 运营三公司 | 渤海家园 - 博兴物流                   |
| 302      | 秦皇岛公共交通有限责任公司 | 运营三公司 | 山海关火车站 - 孟姜女庙               |
| 601      | 秦皇岛公共交通有限责任公司 | 运营二公司 | 北戴河博物馆 - 河东寨                 |
| 602      | 秦皇岛公共交通有限责任公司 | 运营二公司 | 北戴河火车站 - 河东寨                 |
| 701      | 秦皇岛公共交通有限责任公司 | 运营一公司 | 秦皇岛火车站 - 光辉养老中心           |
| 702      | 秦皇岛公共交通有限责任公司 | 运营一公司 | 秦皇岛火车站 - 刘家沟村               |
|          |                            |            |                                       |
| 704      | 秦皇岛公共交通有限责任公司 | 运营一公司 | 广缘超市和月店 - 市民中心             |
| 705      | 秦皇岛公共交通有限责任公司 | 运营一公司 | 广缘超市和月店 - 四道桥汽车站         |
| 706      | 秦皇岛公共交通有限责任公司 | 运营一公司 | 广缘超市和月店 - 秦皇小区             |
| 708      | 秦皇岛公共交通有限责任公司 | 运营四公司 | 广缘超市和月店 - 市民中心             |
| 801      | 秦皇岛龙腾运输集团有限公司 | 龙腾客运   | 北戴河长途汽车站 - 圣蓝海洋公园       |
| 802      | 秦皇岛龙腾运输集团有限公司 | 龙腾客运   | 北戴河火车站 - 圣蓝海洋公园           |
| 803      | 秦皇岛龙腾运输集团有限公司 | 龙腾客运   | 抚宁汽车站 - 经贸学院（原外国语学院） |
| 901      | 秦皇岛公共交通有限责任公司 | 运营四公司 | 天成锦江苑 - 中信戴卡                 |
| 902      | 秦皇岛公共交通有限责任公司 | 运营四公司 | 天成锦江苑 - 新航驾校                 |
| 903      | 秦皇岛公共交通有限责任公司 | 运营四公司 | 玉柴特约服务站/E谷创想空间 - 秦皇半岛 |
|          |                            |            |                                       |
| 905      | 秦皇岛公共交通有限责任公司 | 运营四公司 | 天成锦江苑 - 泰盛商务大厦             |
| 微1      | 秦皇岛公共交通有限责任公司 | 运营一公司 | 紫金嘉府 - 市中心循环线               |
| 微2      | 秦皇岛公共交通有限责任公司 | 运营一公司 | 世极城堡 - 市中心循环线               |
| 微3      | 秦皇岛公共交通有限责任公司 | 运营四公司 | 秦皇半岛 - 天洋翠堤湾                 |
| 微4      | 秦皇岛公共交通有限责任公司 | 运营四公司 | 秦皇半岛 - 循环线                     |
| 微5      | 秦皇岛公共交通有限责任公司 | 运营四公司 | 燕大西苑 - 循环线                     |
| 微6      | 秦皇岛公共交通有限责任公司 | 运营四公司 | 天成锦江苑 - 金梦海湾一号             |
| 微7      | 秦皇岛公共交通有限责任公司 | 运营一公司 | 安居里社区 - 市中心循环线             |
| 微8      | 秦皇岛公共交通有限责任公司 | 运营一公司 | 达润时代逸城 - 市中心循环线           |
| 微9      | 秦皇岛公共交通有限责任公司 | 运营一公司 | 金色未来商厦 - 世纪港湾循环线         |